# Ani Lorak

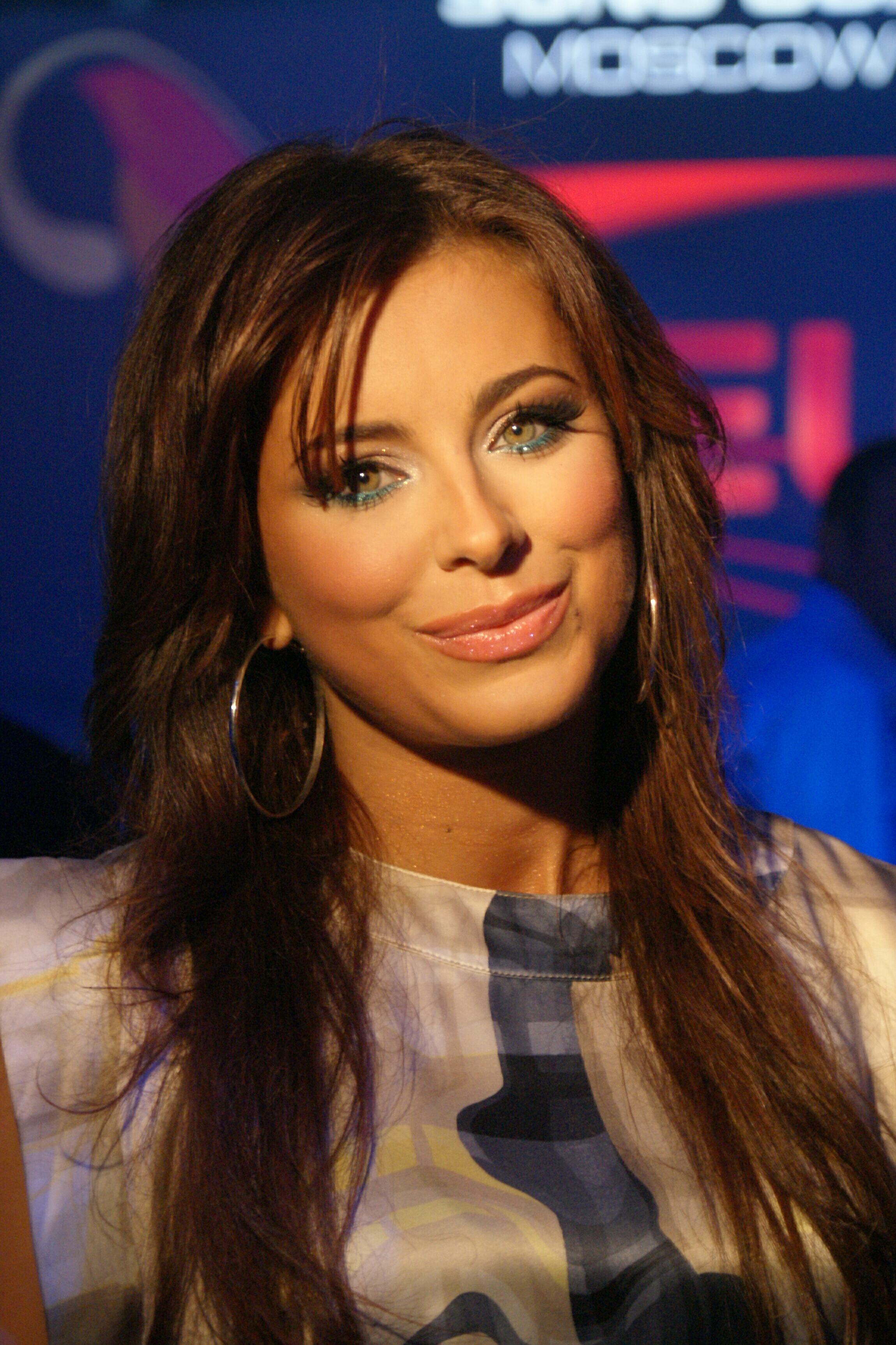
Ani Lorak vid Eurovision Song Contest 2009 i Moskva.

Ani Lorak (ukrainska Ані Лорак), artistnamn för Karolina Myroslavivna Kuiek (ukrainska Кароліна Мирославівна Куєк), född 27 september 1978 i Kitsman, Tjernivtsi oblast, Ukrainska SSR, Sovjetunionen är en sångerska.
Hon ställde upp i den ukrainska uttagningen till Eurovision Song Contest 2005 och slutade då på andra plats efter Greenjolly. Inför tävlingen 2008 valdes hon internt som representant för landet med bidraget Shady Lady, skriven av Filipp Kirkorov. I finalen i Belgrad slutade bidraget på andra plats efter Rysslands Dima Bilan. Ani Lorak och Charlotte Perrelli blev ganska goda vänner under Eurovision Song Contest, men efter finalen blev de ovänner.[källa behövs]
Hon blev upptäckt 1992 då hon vann talangtävlingen Pervotsvit. Hon tog sig namnet Ani Lorak i mars 1995 då hon deltog i ett ryskt TV-program, där en annan Karolina medverkade. Hon bestämde helt enkelt att vända på sitt namn baklänges. Samma år flyttade hon till Kiev och började få framgångar i sin karriär.
Hon har förutom i sitt hemland även turnerat i USA, Frankrike, Tyskland och Ungern. Hon har spelat in ett av sina album i London och ett i Grekland.
Ani gifte sig 2009 med Murat Nalçacıoğlu, som hon blev tillsammans med 2003. 9 juni 2011 fick paret dottern Sophia.

## Diskografi
- Khochu letat' (1996)
- Ja vernus (1998)
- www.anilorak.com (2000)
- Tam, de ty ye (2001)
- Mriy Pro Mene (remixes)
- Ani Lorak (2004)
- Smile (2005)
- Rozkazhy... (2006)
- 15 (2007)
- Solntse (2009)